# Eucyclops nichollsi
Eucyclops nichollsi – gatunek widłonoga z rodziny Cyclopidae, nazwa naukowa gatunku została po raz pierwszy opublikowana w 1950 roku przez austriackiego biologa i zoogeografa Vincenza Brehma.